# ریفابوتین
ریفابوتین(به انگلیسی: Rifabutin) (Rfb) یک آنتی بیوتیک است که برای درمان سل و همچنین پیشگیری و معالجه Mycobacterium avium complex مورد استفاده قرار می‌گیرد. معمولاً فقط در کسانی که قادر به تحمل ریفامپین نیستند، مانند افراد مبتلا به HIV/AIDS که تحت درمان ضد ویروسی هستند، مورد استفاده قرار می‌گیرد. برای درمان سل فعال به همراه سایر داروهای ضد باکتریایی استفاده می‌شود. 
عوارض جانبی شایع شامل درد شکم، حالت تهوع ، بثورات جلدی، سردرد و سطح نوتروفیل خون پایین است. عوارض جانبی دیگر شامل درد عضلات و یوئیت است. در حالی که در دوران بارداری هیچ مضراتی از آنپیدا نشده‌است، اما هنوز به خوبی در این جمعیت مورد مطالعه قرار نگرفته‌است. ریفابوتین در خانواده داروهای ریفامایسین قرار دارد که با مسدود کردن تولید RNA در باکتری‌ها عمل می‌کند.
ریفابوتین برای استفاده پزشکی در ایالات متحده در سال ۱۹۹۲ تایید شد. این دارو در فهرست داروهای ضروری سازمان بهداشت جهانی ، ایمن‌ترین و موثرترین داروهای مورد نیاز در یک سیستم بهداشتی، قرار دارد.

## دوز مصرف
دوز مصرفی این دارو در صورتی که بیمار به طور همزمان از داروهای مهارکننده پروتئاز استفاده نکند، ۳۰۰ میلی گرم در روز و در غیر این صورت ۱۵۰ میلی گرم در روز است. همچنین در صورت مصرف همزمان Efavirenz، دوز مصرف ۶۰۰ میلی گرم در روز خواهد بود.